# MEN Mikro Elektronik
MEN Mikro – немецкий производитель процессорных плат и готовых систем на различных процессорных платформах, предназначенных для работ в жестких условиях. Головной офис компании находится в городе Нюрнберг .

## Основная продукция
К основной продукции MEN Mikro Elektronik относятся :
- платы и системы в форматах CompactPCI[3], CompactPCI PlusIO, CompactPCI Serial и VMEbus;
- компьютерные модули Rugged COM Express, ESMexpress, ESMini и ESM;
- защищенные встраиваемые и панельные компьютеры;
- системы для обеспечения функциональной безопасности, сертифицируемые до SIL 4 и DAL-A;
- защищенные коммутаторы и роутеры Ethernet.

## Сферы применения
Продукция MEN Mikro используется в таких отраслях, как :
- железнодорожный транспорт[3],
- аэрокосмическая отрасль,
- медицинское оборудование,
- автоматизация производственных процессов,
- атомная промышленность,
- нефтяная промышленность.

## Сотрудничество
MEN Mikro сотрудничает с компаниями Siemens, Airbus, Bosch, Alstom, Rohde&Schwarz, Hamilton Medical, Alcatel-Lucent, Voith Turbo, Silicon Imaging, Areva, Rheinmetall, Thales, а также является членом консорциумов VITA и PICMG .

## Сертификаты и стандарты
:
- ISO 9001,
- ISO 1400 (экология),
- EN 9100 (аэрокосмос)
- IRIS (железная дорога)[3],
- ISO 7637-2  (автомобильная промышленность).